# Olene ruficata
Olene ruficata är en fjärilsart som beskrevs av Swinhoe 1923. Olene ruficata ingår i släktet Olene och familjen tofsspinnare. Inga underarter finns listade i Catalogue of Life.